# Thibault Ier de Mathefelon
Thibault Ier de Mathefelon, membre de la famille de Mathefelon, baron de Durtal et de Mathefelon, seigneur de Saint-Ouën, de Juvigné, de Beauvais, de Lancheneil, de Loiron, et des Ponts de Laval.

## Biographie
Il est le fils de Hugues II de Mathefelon et de Jeanne de Sablé. 
Il se distingue par plusieurs beaux exploicts de guerre sous le nom de Mathefelon et ne voulut le changer et de plus en prit les anciennes armoiries..
Il prend part avec son père à la bataille de Séez, gagnée contre Henri Ier d'Angleterre, où il se conduit vaillamment. Il prête aussi le secours de ses
armes à Robert III de Sablé, lorsque de sa révolte contre Geoffroy Plantagenet . Il assiste, avec son père, à la bataille qui a lieu près de Châteauneuf-sur-Sarthe, où Geoffroy Plantagenet défait les troupes du seigneur de Sablé.
Avant cette époque, Thibault avait, avec son père et Jeanne de Sablé, sa mère, contribué, par ses dons, à la fondation de l'Abbaye de Chaloché. Des lettres de Guillaume de Beaumont-au-Maine, évêque d'Angers, du jeudi après la fête de Noël 1230, confirment la concession faite par Thibault de Mathefelon, fils de Hugues de Mathefelon, approuvant le don fait par Foulques de Mathefelon à l'Abbaye Saint-Serge d'Angers de tout ce qu'il possédait au prieuré et au bourg de Chaumont.
Après la mort de Geoffroy III de Mayenne en 1169, Thibault de Mathefelon est nommé bail et garde noble de Juhel III de Mayenne pendant sa minorité.
D'après une charte de Jean, archevêque de Tours, reproduisant et confirmant une autre charte d'Hamelin, évêque du Mans, en faveur de l'abbaye de Fontaine-Daniel, Thibault de Mathefelon donna à ce monastère la quatrième partie des droits de passage de son fief du Pont de Laval, dit de Mayenne, et un homme dépendant de cette seigneurie (in eadem villa).
La date de la mort de Thibault de Mathefelon est inconnue. Sa femme, Mathilde de Mayenne, vivait encore en 1194. Elle fut présente à la charte donnée, en cette année, par Guy V de Laval, en faveur de l'abbaye de Clermont. 
Thibault Ier est à l'origine des barons de Mathefelon.

## Source
- Louis Marie Henri Guiller, Recherches sur Changé-les-Laval, tome 2, - .